# Ctenosaura similis
Ctenosaura similis (лат. ) — ящерица семейства игуановых (Iguanidae). Взрослые самцы достигают длины 120 см, самки несколько меньше. Окраска у более молодых и меньших в размерах животных в целях маскировки незаметная, серо-зелёная. У зрелых игуан она может быть более заметная, принимая в том числе цвет окружающей среды.
Ctenosaura similis обитают в Центральной Америке, преимущественно на тихоокеанском побережье. Они предпочитают засушливые пространства и пытаются находиться вблизи деревьев, чтобы при необходимости удаляться в их расщелины. Иногда игуан можно увидеть и на пляжах. Питание этого вида состоит из плодов, насекомых, раков, мелких млекопитающих и птиц, а также птичьих яиц. Крупные взрослые игуаны питаются почти исключительно растительной пищей.

## Галерея
- Самец перед входом в свою нору в Коста-Рике
- Две молодых игуаны на пляже
- Молодая игуана